# Klauskopf
Der Klauskopf ist eine 413,7 m ü. NHN hohe und nahezu vollständig bewaldete Basaltkuppe bei Riede, einem Ortsteil der Gemeinde Bad Emstal, im nordhessischen Landkreis Kassel, Deutschland.
Auf seinem Gipfel steht der Aussichtsturm Klauskopfturm, an seinem Osthang liegt ein historischer Landschaftspark, der Schlosspark Riede.

## Geographie

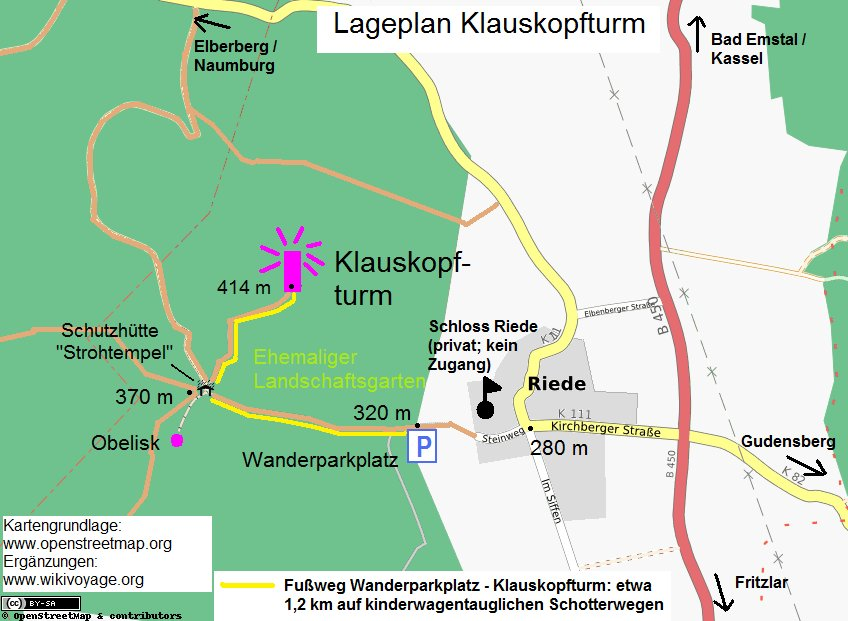
Lageplan

Der Berg befindet sich im Naturpark Habichtswald etwa 750 m nordwestlich von Riede. An seinem Südosthang liegen das Dorf und das Schloss Riede. Die Kreisstraße 111 (Elbenberger Straße) verläuft in langem Bogen entlang seiner Ost- und Nordflanke von Riede nach Elbenberg, einem Stadtteil von Naumburg.
Der etwa 600 m nordwestlich gelegene Gipfel des Erzebergs (392,8 m) ist mit dem des Klauskopfes durch einen Sattel verbunden, der nur etwa 30 m niedriger als der Gipfel des Erzebergs ist, sodass man letzteren beinahe als Nebengipfel des Klauskopfs betrachten kann. Die Gemarkungsgrenze zwischen Elbenberg und Riede verläuft über diesen Bergsattel.
Weitere Nachbarberge sind der 358,5 m hohe Südostausläufer, Käsebusch genannt, des Kuhbergs (403,9 m) im Norden und der rund 1 km entfernte Steinkopf im Süden.
Entlang der Nordflanke des Klauskopfs, zwischen diesem und dem Südostausläufer des Kuhbergs, fließt der von Elbenberg herbeikommende Stellbach, der dann nach Unterqueren der Bundesstraße 450 zwischen Merxhausen und Riede nördlich der Weißenthalsmühle in den Eder-Nebenfluss Ems mündet. Ein am Sattel zwischen Klauskopf und Erzeberg entspringender kleiner, oft trockenfallender Bach verläuft nach Südwesten zur ebenfalls zur Eder fließenden Elbe.

## Naturraum
Der Klauskopf befindet sich zwar im Naturpark Habichtswald, ist jedoch nicht Teil der Hinterhabichtswälder Kuppen, sondern gehört in der naturräumlichen Haupteinheitengruppe Westhessisches Berg- und Senkenland (Nr. 34) und der Haupteinheit Ostwaldecker Randsenken (341) zu den Elberberger Höhen (341.42) in der Untereinheit Ostwaldecker Randsenken#Naumburger Senken und Rücken (341.4).

## Wald

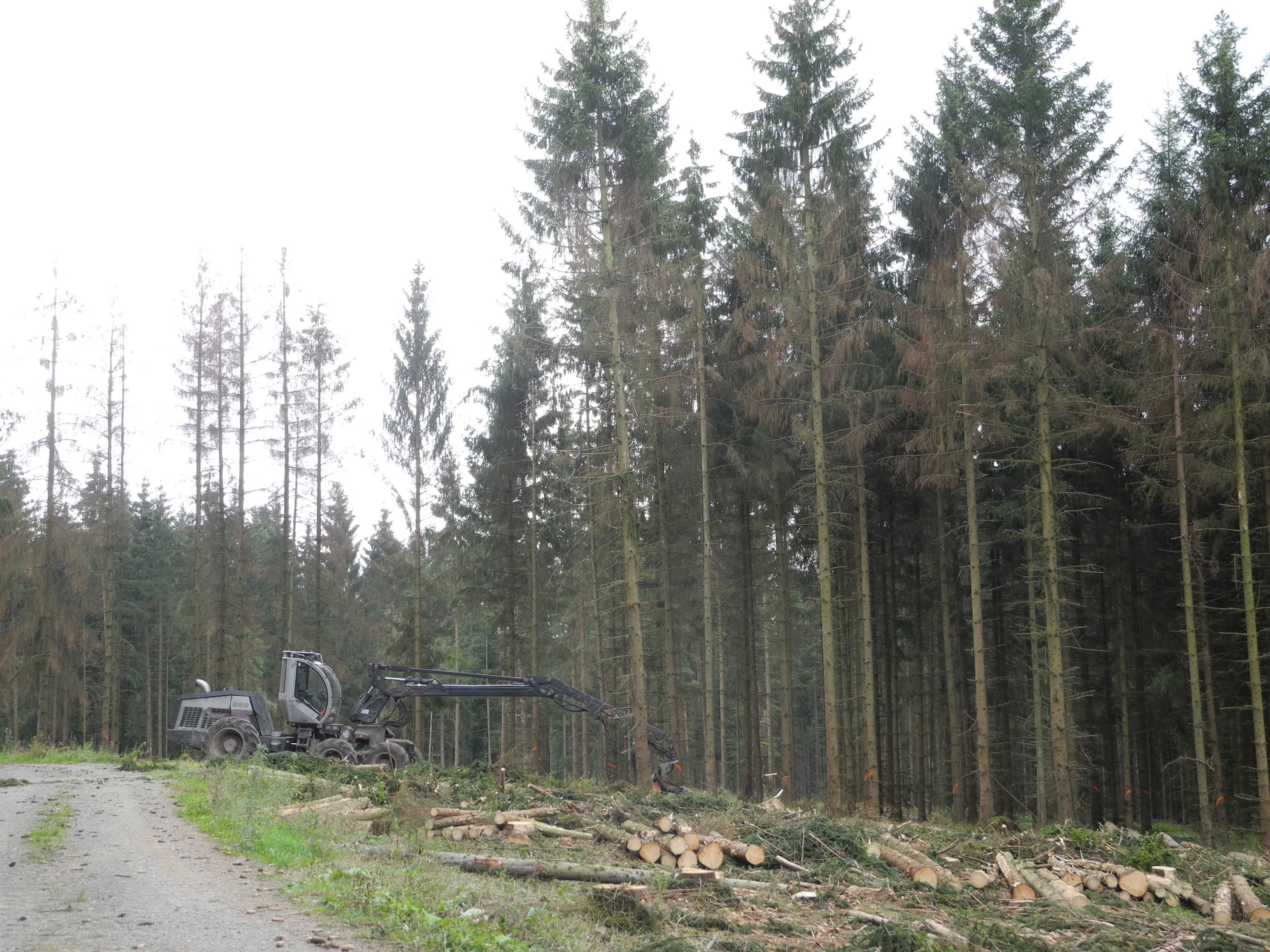
Rodungsarbeiten am Klauskopf (2019)

Der Klauskopf ist fast vollständig bewaldet. Es handelt sich um forstwirtschaftlich intensiv genutzten Wald. Davon ca. 40 % Laubwald, nahezu ausschließlich Rotbuchen mit wenigen alten Bäumen. Und ca. 60 % Nadelwald als Fichtenmonokulturen mit vereinzelten kleinen Kiefernarealen. Alte Laubbäume, unterschiedlicher Arten (Eichen, Linden, Eschen, Robinien), finden sich nur am westlichen Waldsaum, Richtung Riede, am Standort des historischen Landschaftsparks.
In den Fichtenbeständen sind 2019, nach dem trockenen Sommer 2018, zahlreiche tote Bäume und intensiver Borkenkäfer-Befall anzutreffen, auch großflächiges Absterben ist sichtbar. Großflächige Rodungsarbeiten fanden und finden in diesen Beständen statt.

## Klauskopfturm

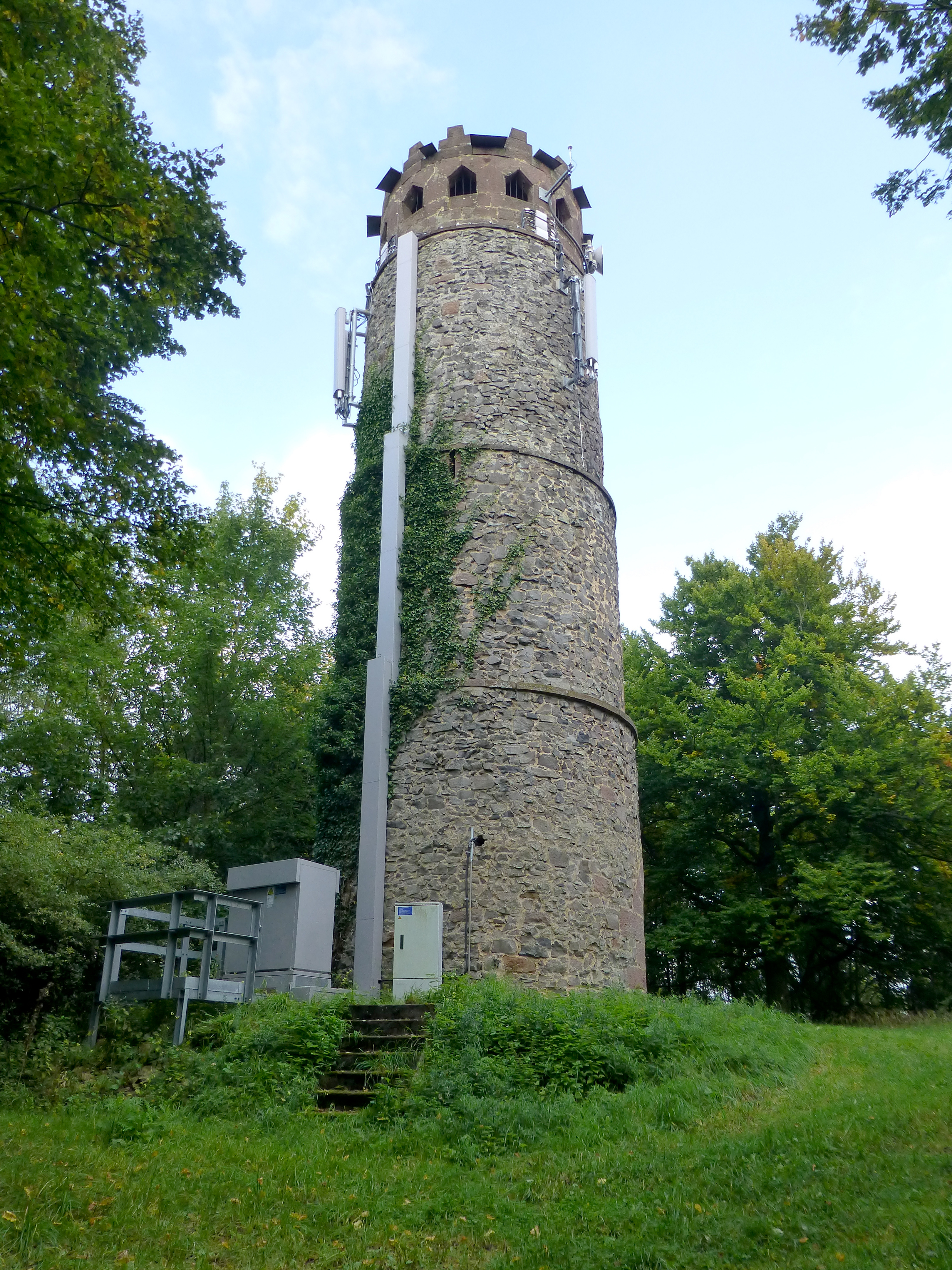
Der Klauskopfturm

Der Klauskopfturm auf dem Gipfel des Bergs ist ein im Jahre 1857 errichteter, etwa 17,5 m hoher steinerner Aussichtsturm. Er ist zu Fuß oder mit dem Fahrrad vom Wandererparkplatz am westlichen Ortsrand von Riede auf einem weitgehend geschotterten Wanderweg erreichbar. Der Weg führt den Berg hinauf nach Westen bis zur Schutzhütte „Strohtempel“, wo dann ein Weg rechts aufwärts zum Turm abzweigt. Der Turm kann, wenn die Tür offen steht, bestiegen werden. Eine gusseiserne Wendeltreppe führt zur 14,4 m hoch liegenden Aussichtsplattform im überdachten steinernen Obergeschoss, von dessen Fenstern man einen weiten Blick über die nordhessische Berglandschaft hat.
Am Turm sind Antennen eines Mobilfunkbetreibers angebracht.

## Landschaftspark und Schlosspark Riede

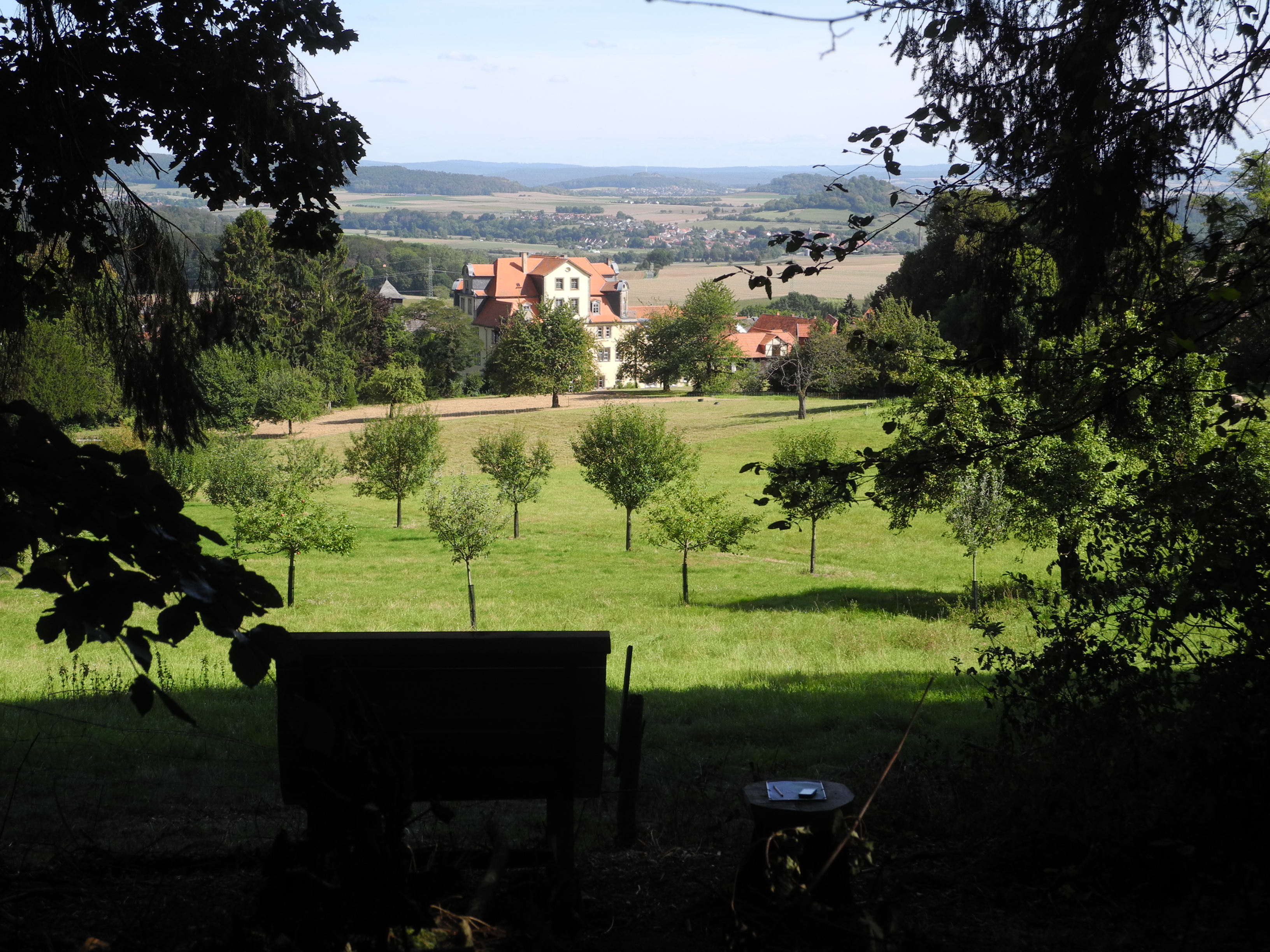
Blick vom Waldrand des Klauskopf nach Westen, über den Tiergarten zum Schloss Riede mit dem Westrand des eindrucksvollen Baumbestandes (2019)

Heinrich von Meysenbug, der damalige Eigentümer von Schloss Riede, begann um 1770 damit, einen Park im neuen Stil des Englischen Landschaftsparks anzulegen. Dies geschah nach Vorbild des Kasseler Bergparks Wilhelmshöhe, in dem diese neuen Ideen damals aufgegriffen wurden. Landgräfliche Architekten und Gartengestalter aus Kassel wie Heinrich Christoph Jussow, Karl Steinhofer und Daniel August Schwartzkopf waren auch in Riede planend oder beratend tätig. Einen großen Einfluss auf die Gestaltung des neuen Landschaftsparks in Riede hatte insbesondere Johann Heinrich Müntz, der 1786 nach Kassel kam, nachdem er mehrere Jahre in England verbracht hatte.
Der Landschaftspark im frühromantisch-sentimentalen Stil entstand am Osthang des Klauskopf (der Bergpark Wilhelmshöhe am Osthang des Habichtswaldes) und zieht sich (wie in Kassel) nach Osten hinunter bis zum Schloss. Aufgrund der Verbindungen und Ähnlichkeiten zu Kassel gilt der Schlosspark in Riede auch als die „Kleine Wilhelmshöhe“. Die Entwicklung des Parks endete mit dem Tod Meysenbugs 1810. Der Meysenbugsche Landschaftspark ist nicht mehr als Gesamtwerk erhalten, aber etliche interessante Fragmente am Klauskopf erinnern an seine Existenz.
siehe dazu: Schlosspark Riede
Die Reste des Landschaftsparks im Wald und am Waldrand des Klauskopf sind über Wege zugänglich, seit 2016 über die beiden aneinander grenzenden und mit einer gelben Ziffer markierten Rundwege 1 und 2. Der Rundweg 1 verläuft südlich des Klauskopf, über die Ried´sche Tränke. Der nördliche Rundweg 2 verläuft um den Klauskopf und am Rand des Tiergarten entlang, mit Blick auf Schloss Riede und den Westrand des eindrucksvollen Baumbestandes beim Schloss.